# Абдул Гуєбре
Абдул Гуєбре (фр. Abdoul Guiebre, нар. 17 липня 1997, Бобо-Діуласо) — буркінійський футболіст, півзахисник італійського клубу «Модена».
Виступав, зокрема, за клуби «Ріміні» та «Монополі», а також національну збірну Буркіна-Фасо.

## Клубна кар'єра
Народився 17 липня 1997 року в місті Бобо-Діуласо.
У дорослому футболі дебютував 2016 року виступами за команду «Ріміні», в якій провів три сезони, взявши участь у 87 матчах чемпіонату. Більшість часу, проведеного у складі «Ріміні», був основним гравцем команди.
Протягом 2019 року захищав кольори клубу «Рієті».
Своєю грою за останню команду привернув увагу представників тренерського штабу клубу «Монополі», до складу якого приєднався 2020 року. Відіграв за команду з Монополі наступні два сезони своєї ігрової кар'єри. Граючи у складі «Монополі» також здебільшого виходив на поле в основному складі команди.
Протягом 2022—2023 років захищав кольори клубу «Реджяна».
До складу клубу «Модена» приєднався 2023 року. Станом на 21 листопада 2023 року відіграв за моденську команду 8 матчів в національному чемпіонаті.

## Виступи за збірну
У 2022 році дебютував в офіційних матчах у складі національної збірної Буркіна-Фасо.
| Дата       | Місто             | Господарі            | Результат | Гості             | Турнір                                  | Голи | Примітки |
| ---------- | ----------------- | -------------------- | --------- | ----------------- | --------------------------------------- | ---- | -------- |
| 24-3-2022  | Приштина          | Косово               | 5 – 0     | Буркіна-Фасо      | товариський матч                        | -    |          |
| 29-3-2022  | Брюссель          | Бельгія              | 3 – 0     | Буркіна-Фасо      | товариський матч                        | -    |          |
| 3-6-2022   | Марракеш          | Буркіна-Фасо         | 2 – 0     | Кабо-Верде        | Відбір до Кубка африканських націй 2023 | -    |          |
| 7-6-2022   | Йоганнесбург      | Есватіні             | 1 – 3     | Буркіна-Фасо      | Відбір до Кубка африканських націй 2023 | -    |          |
| 27-9-2022  | Марракеш          | Буркіна-Фасо         | 2 – 1     | Коморські Острови | товариський матч                        | -    | 80'      |
| 24-3-2023  | Марракеш          | Буркіна-Фасо         | 1 – 0     | Того              | Відбір до Кубка африканських націй 2023 | -    |          |
| 8-9-2023   | Марракеш          | Буркіна-Фасо         | 0 – 0     | Есватіні          | Відбір до Кубка африканських націй 2023 | -    |          |
| 12-9-2023  | Ланс (Па-де-Кале) | Марокко              | 1 – 0     | Буркіна-Фасо      | товариський матч                        | -    |          |
| 13-10-2023 | Малабо            | Екваторіальна Гвінея | 0 – 0     | Буркіна-Фасо      | товариський матч                        | -    | 47'      |
| 17-11-2023 | Марракеш          | Буркіна-Фасо         | 1 – 1     | Гвінея-Бісау      | Відбір до ЧС 2026                       | -    |          |
| 21-11-2023 | Ель-Джадіда       | Ефіопія              | 0 – 3     | Буркіна-Фасо      | Відбір до ЧС 2026                       | -    | 76'      |
| 5-1-2024   | Кіш               | Іран                 | 2 – 1     | Буркіна-Фасо      | товариський матч                        | -    | 46'      |
| Усього     |                   | Матчів               | 12        |                   | Голів                                   | 0    |          |